# Прапор Кегичівського району
Пра́пор Кеги́чівського райо́ну — офіційний символ Кегичівського району Харківської області, затверджений 25 грудня 2003 року рішенням сесії Кегичівської районної ради.

## Опис
Прапор являє собою прямокутне малинове полотнище, що має співвідношення сторін 2:3, у центрі якого розміщено герб району, що має вигляд перетятого щита, увінчаного дев'ятьма золотими колосками й обрамленого вінком із золотого дубового листя. У верхньому зеленому полі розташовано герб Харківської області, а у нижньому лазуровому міститься золотий колосок та бурова вежа з палаючим газовим факелом.

## Інші версії

Варіант прапора з сайту «Вексилологія»

Джерело наводить ще один варіант прапора, що являє собою малинове полотнище без зображення герба району.